# Tsarigrad Peak
Tsarigrad Peak är en bergstopp i Antarktis. Den ligger i Sydshetlandsöarna. Argentina, Chile och Storbritannien gör anspråk på området. Toppen på Tsarigrad Peak är 1 419 meter över havet. Tsarigrad Peak ingår i Imeon Range.
Terrängen runt Tsarigrad Peak är huvudsakligen bergig, men västerut är den platt. Havet är nära Tsarigrad Peak åt nordväst. Trakten är obefolkad. Det finns inga samhällen i närheten. 